# パセク&ポール
ベンジ・パセク（Benj Pasek）とジャスティン・ポール（Justin Paul）は、パセク&ポール（Pasek and Paul）として知られるアメリカ合衆国のソングライターのデュオ、作曲家チームである。『A Christmas Story: The MusicalA Christmas Story』、『Dogfight』、『Edges』、『Dear Evan Hansen』、『James and the Giant Peach』といったミュージカル劇の音楽を手がけた他、テレビドラマ『SMASH』や映画『ラ・ラ・ランド』、『グレイテスト・ショーマン』、実写版『アラジン』劇中歌“Speechless”などの歌曲で知られる。

## 学歴
パセクとポールはミシガン大学時代から共に働いており、2006年12月にミュージカル劇の学士号を取得して卒業した。

## 受賞とノミネート
| 年   | 賞                                                                                   | 部門 | 作品                                               |
| ---- | ------------------------------------------------------------------------------------ | --- | -------------------------------------------------- |
| 2007 | ジョナサン・ラーソン・グラント 助成金による支援                                      | ジョナサン・ラーソン・グラント 助成金による支援                                                                |                                                    |
| 2007 | アメリカ劇作家組合フェロー (2007–08) フェローシッププログラムに参加                  | |                                                    |
| 2011 | サンダンス・インスティテュート フェローシップ                                        | サンダンス・インスティテュート フェローシップ                                                                  |                                                    |
| 2011 | アメリカ芸術文学アカデミー、リチャード・ロジャース賞（脚本のPeter Duchanと共に受賞） | アメリカ芸術文学アカデミー、リチャード・ロジャース賞（脚本のPeter Duchanと共に受賞）                           | [:en:Dogfight (musical)]Dogfight                   |
| 2011 | ASCAP財団賞                                                                          | リチャードロジャースニューホライズンズアワード受賞                                                             |                                                    |
| 2013 | トニー賞                                                                             | 作曲賞 | A Christmas Story: The Musical関連インタビュー記事 |
| 2013 | ドラマ・デスク・アワード                                                             | ノミネート | A Christmas Story: The Musical関連インタビュー記事 |
| 2013 | ルシル・ロルテル賞                                                                   | ミュージカル賞                                                                                                 | Dogfight                                           |
| 2013 | アウター・クリティクス・サークル賞                                                   | ノミネート | Dogfight                                           |
| 2016 | チャールズ・マッカーサー賞                                                           | チャールズ・マッカーサー賞                                                                                     | Dear Evan Hansen                                   |
| 2016 | ドラマ・デスク・アワード                                                             | 受賞 | Dear Evan Hansen                                   |
| 2016 | アウター・クリティクス・サークル賞                                                   | ノミネート | Dear Evan Hansen                                   |
| 2016 | オビー賞                                                                             | ミュージカル賞 受賞                                                                                            | Dear Evan Hansen                                   |
| 2016 | ハリウッド・ミュージック・イン・メディア賞                                           | 長編映画歌曲賞 (「シティ・オブ・スターズ」)                                                                    | ラ・ラ・ランド                                     |
| 2016 | ロサンゼルス映画批評家協会賞                                                         | 受賞 | ラ・ラ・ランド                                     |
| 2016 | 放送映画批評家協会賞                                                                 | 歌曲賞 (「シティ・オブ・スターズ」)受賞 ※作曲はジャスティン・ハーウィッツ                                      | ラ・ラ・ランド                                     |
| 2016 | 放送映画批評家協会賞                                                                 | 歌曲賞 (「オーディション（ザ・フールズ・フー・ドリーム）」)ノミネート ※作曲はジャスティン・ハーウィッツ        | ラ・ラ・ランド                                     |
| 2016 | 第21回 サテライト賞                                                                  | 主題歌賞 (「シティ・オブ・スターズ」作詞)受賞 ※作曲はジャスティン・ハーウィッツ                                | ラ・ラ・ランド                                     |
| 2016 | 第21回 サテライト賞                                                                  | 主題歌賞 (「オーディション」作詞)ノミネート ※作曲はジャスティン・ハーウィッツ                                  | ラ・ラ・ランド                                     |
| 2016 | 第22回映画批評家協会賞                                                               | 歌曲賞 (「シティ・オブ・スターズ」)受賞 ※作曲はジャスティン・ハーウィッツ                                      | ラ・ラ・ランド                                     |
| 2016 | 第22回映画批評家協会賞                                                               | 歌曲賞 (「オーディション（ザ・フールズ・フー・ドリーム）」)ノミネート ※作曲はジャスティン・ハーウィッツ        | ラ・ラ・ランド                                     |
| 2016 | 第74回 ゴールデングローブ賞                                                          | 主題歌賞 (「シティ・オブ・スターズ」作詞) ※作曲はジャスティン・ハーウィッツ                                    | ラ・ラ・ランド                                     |
| 2016 | ハリウッドメディア音楽賞2016                                                         | 主題歌賞 (「シティ・オブ・スターズ」)受賞 ※作曲はジャスティン・ハーウィッツ 「オーディション」はノミネートのみ | ラ・ラ・ランド                                     |
| 2016 | ASCAP財団賞                                                                          | ハロルドアダムソン歌詞賞                                                                                       | ラ・ラ・ランド                                     |
| 2017 | 第89回 アカデミー賞                                                                  | 歌曲賞 (「シティ・オブ・スターズ」)受賞 ※作曲はジャスティン・ハーウィッツ                                      | ラ・ラ・ランド                                     |
| 2017 | 第89回 アカデミー賞                                                                  | 歌曲賞 (「オーディション（ザ・フールズ・フー・ドリーム）」)ノミネート ※作曲はジャスティン・ハーウィッツ        | ラ・ラ・ランド                                     |
| 2017 | トニー賞                                                                             | 作曲賞 | Dear Evan Hansen                                   |
| 2018 | グラミー賞                                                                           | 最優秀ミュージカルアルバム賞                                                                                   | Dear Evan Hansen                                   |
| 2018 | グラミー賞                                                                           | ビジュアル・メディア歌曲賞 (「シティ・オブ・スターズ」)                                                        | ラ・ラ・ランド                                     |
| 2018 | ハリウッド・ミュージック・イン・メディア賞                                           | 長編映画歌曲賞 (「ディス・イズ・ミー」)                                                                        | グレイテスト・ショーマン                           |
| 2018 | 放送映画批評家協会賞                                                                 | 音楽賞 ノミネート                                                                                              | グレイテスト・ショーマン                           |
| 2018 | ゴールデングローブ賞                                                                 | 主題歌賞 (「ディス・イズ・ミー」)受賞                                                                          | グレイテスト・ショーマン                           |
| 2018 | アカデミー賞                                                                         | 歌曲賞 (「ディス・イズ・ミー」)ノミネート                                                                      | グレイテスト・ショーマン                           |